# Kalmazan
Kalmazan (orosz betűkkel: Калмазан, baskír nyelven: Ҡалмазан) falu Oroszországban, a Baskír Köztársaságban, a Miskinói járásban.

## Népesség
- 2002-ben 98 lakosa volt, melynek 96%-a baskír.
- 2010-ben 87 lakosa volt.